# Millay
Millay är en kommun i departementet Nièvre i regionen Bourgogne-Franche-Comté i de centrala delarna av Frankrike. Kommunen ligger i kantonen Luzy som tillhör arrondissementet Château-Chinon (Ville). År 2022 hade Millay 439 invånare.

## Befolkningsutveckling
Antalet invånare i kommunen Millay
| Referens: INSEE |